# アフター・スクール・セッション
『アフター・スクール・セッション』（After School Session）は、チャック・ベリーが1957年に発表した初のスタジオ・アルバム。チェス・レコード史上2作目のLPレコードに当たる。

## 解説
収録曲のうち「ローリー・ポーリー」と「ベリー・ピッキン」は、1955年12月のセッションで録音されたが、シングルには収録されず本作が初出となった。それ以外の曲は1955年から1957年3月にかけて発表されたシングル6作のA面/B面曲だが、1956年12月発売のオムニバス・アルバム『Rock, Rock, Rock!』（ザ・フラミンゴス及びザ・ムーングロウズとの連名）に収録された「ユー・キャント・キャッチ・ミー」、「メイベリーン」、「30デイズ」、「ロール・オーヴァー・ベートーベン」は、本作では外された。
Bruce Ederはオールミュージックにおいて5点満点中4.5点を付け「チャック・ベリーのデビューLPは、アートワーク（映画『Rock, Rock, Rock!』からの、ギターを吊るした彼のスチル写真）が本当にクールというだけでなく、音楽的にも極めて強力である」と評している。

## 収録曲
オリジナル盤は全曲ともチャック・ベリー作。2. 5. 8.はインストゥルメンタル。
1. スクール・デイズ "School Day (Ring Ring Goes the Bell)" – 2:42
2. ディープ・フィーリング "Deep Feeling" – 2:20
3. トゥー・マッチ・モンキー・ビジネス "Too Much Monkey Business" – 2:55
4. ウィー・ウィー・アワーズ "Wee Wee Hours" – 3:04
5. ローリー・ポーリー "Roly Poly" – 2:50
6. ノー・マネー・ダウン "No Money Down" – 2:58
7. ブラウン・アイド・ハンサム・マン "Brown Eyed Handsome Man" – 2:17
8. ベリー・ピッキン "Berry Pickin'" – 2:32
9. トゥゲザー（ウィル・オールウェイズ・ビー） "Together (We Will Always Be)" – 2:37
10. ハヴァナ・ムーン "Havana Moon" – 3:08
11. ダウン・バウンド・トレイン "Down Bound Train" – 2:50
12. ドリフティング・ハート "Drifting Heart" – 2:49

### 2010年再発CD (UICY-94624) ボーナス・トラック
特記なき楽曲はチャック・ベリー作。2013年再発盤(UICY-75941)、2015年再発盤(UICY-77327)、2017年再発盤(UICY-78357)も同様の内容となっている。
1. ユー・キャント・キャッチ・ミー "You Can't Catch Me" – 2:44
2. アイヴ・チェンジド "I've Changed" – 3:06
3. アンタイトルド・インストゥルメンタル "Untitled Instrumental" – 2:23
4. メイベリーン（ライヴ） "Maybellene (Live)" – 2:05
5. ロール・オーヴァー・ベートーベン（ライヴ） "Roll Over Beethoven (Live)" – 2:44
6. ロックンロール・ミュージック "Rock and Roll Music (Demo)" – 2:40
7. サーティーン・クエスチョン・メソッド（アーリー・ヴァージョン） "Thirteen Question Method (Early Version)" – 2:40
8. スウィート・リトル・シックスティーン（デモ） "Sweet Little Sixteen (Demo)" – 3:09
9. スウィート・リトル・シックスティーン（テイク3） "Sweet Little Sixteen (Take 3)" – 3:14
10. ナイト・ビート（テイク3） "Night Beat (Take 3)" – 2:55
11. タイム・ワズ（スロー・ヴァージョン・テイク4） "Time Was (Slow Version, Take 4)" (Unknown) – 2:37
12. タイム・ワズ（スロー・ヴァージョン） "Time Was (Slow Version)" (Unknown) – 2:02
13. リーリン・アンド・ロッキン（テイク1） "Reelin' and Rockin' (Take 1)" – 3:38
14. メリー・クリスマス・ベイビー "Merry Christmas Baby" (Lou Baxter, Johnny Moore) – 3:13